# Třída Alaska
Třída Alaska byla třída amerických křižníků z období druhé světové války. Jelikož se vymykají běžným kategoriím, bývají řazeny mezi velké křižníky, nebo bitevní křižníky. Z plánovaných šesti jednotek této třídy byly dokončeny pouze první dvě. Místo ničení nepřátelských křižníků, ke kterému byly původně určeny, ve službě tvořily především doprovod svazů rychlých letadlových lodí při operacích proti Japonsku.

## Vývoj

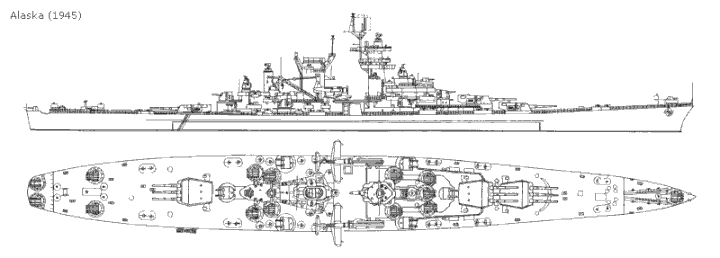
Nákres lodí třídy Alaska

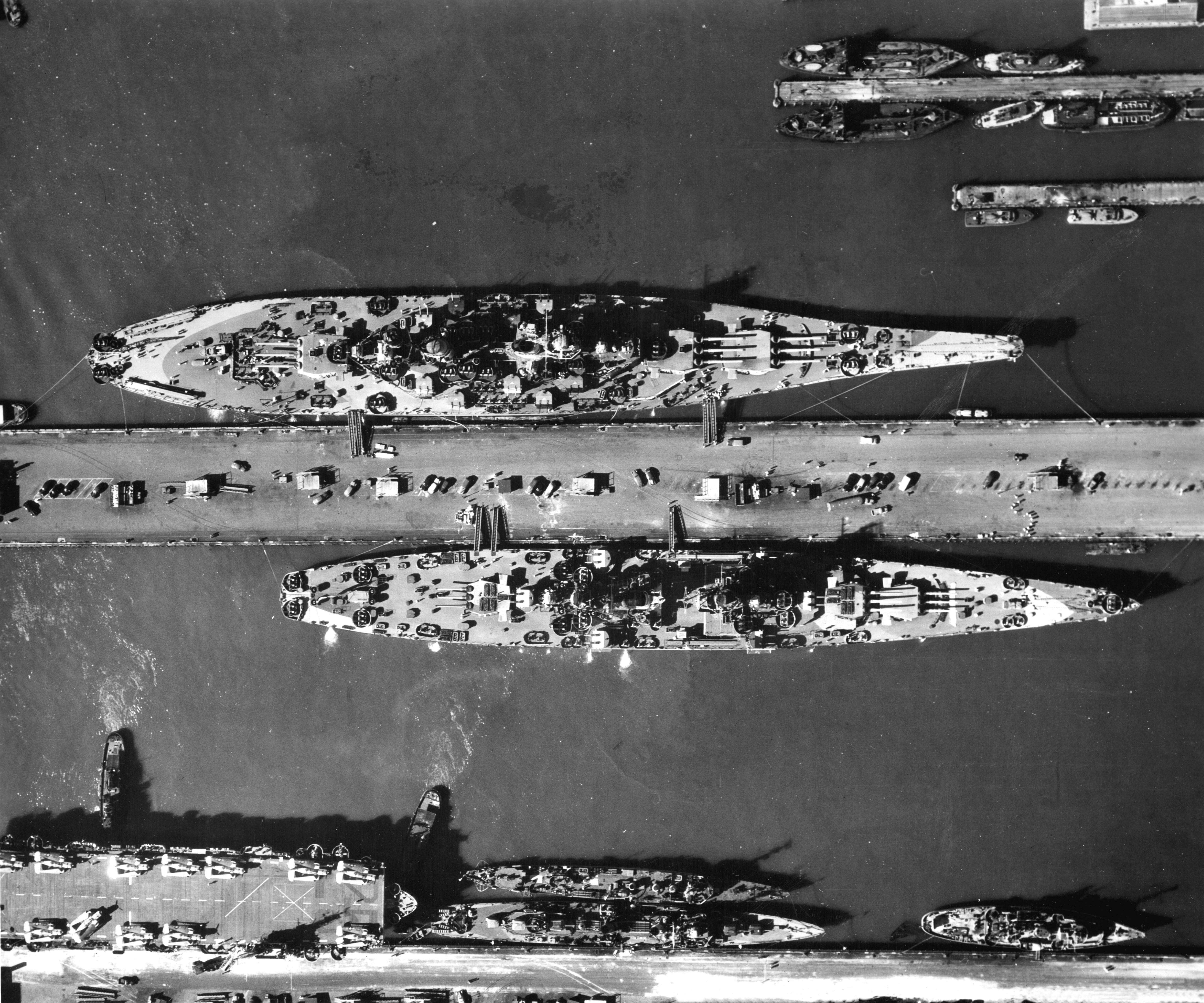
Bitevní loď USS Missouri (nahoře) a USS Alaska ukotvené na stejném molu

Na projektu nových bitevních křižníků se v USA pracovalo už před druhou světovou válkou. Lodě měly být svým výtlakem a výzbrojí jakýmsi mezičlánkem mezi těžkým křižníkem a bitevní lodí. Jejich prvořadým úkolem byla likvidace nepřátelských křižníků. K tomu byly vybaveny silnými 305mm děly, pancířem dostatečným na ochranu proti střelám ráže 203 mm a byly dostatečně rychlé, aby se svými protivníky udržely krok. Podle jiných zdrojů byla jejich stavba také reakcí na zprávy o stavbě podobných lodí pro japonské císařské námořnictvo, přestože taková loď v Japonsku postavena nebyla. Nakonec však místo ničení křižníků doprovázely svazy rychlých letadlových lodí.
Přestože Američané lodě označují jako velké křižníky a jejich konstrukce z nich vychází (podobně u projektované třídy Lexington), bývají často řazeny mezi bitevní křižníky. Přesto však byly právě z tohoto důvodu pojmenovány po amerických teritoriích a ne po státech, jak bylo obvyklé u amerických bitevních lodí a ani po městech, jak tomu bylo u těžkých křižníků.
Hlavní výzbroj tvořilo devět děl ráže 305 mm s délkou hlavně 50 ráží, umístěných ve třech trojhlavňových věžích. Dvě věže byly na přídi a jedna na zádi. Ty doplnilo 12 děl ráže 127 mm v šesti věžích (americké bitevní lodě nesly stejné věže ovšem v počtu 8 kusů u modernizovaných starých bitevních lodí a 10 kusů o těch moderních). Dvě byly na přídi a zádi nad hlavními věžemi a ostatní čtyři symetricky po stranách nástavby. Protiletadlovou výzbroj tvořily kanóny ráží 20 a 40 mm. Třída Alaska nenesla torpédomety. Plavidla nesla dva průzkumné letouny, které vypouštěly ze dvou katapultů. Loď nesla bohaté radarové vybavení proti vzdušným i hladinovým cílům.
Pancéřování bylo mnohem silnější, než bylo zvykem u těžkých křižníků, ale naopak slabší, než jaké měly bitevní lodě a především neměly protitorpédovou obšívku. Boční pancéřový pás měl sílu 127–230 mm, pancéřová paluba měla 107 mm, čela dělových věží 324 mm a kapitánský můstek 230 mm. Podíl pancéřovaní na výtlaku lodě byl pouhých 16 %, což odpovídalo těžkým křižníkům a mnohem méně, než u soudobých bitevních lodí (33 % u bitevního křižníku HMS Hood či 40 % u bitevních lodí Bismarck a USS North Carolina).

## Stavba

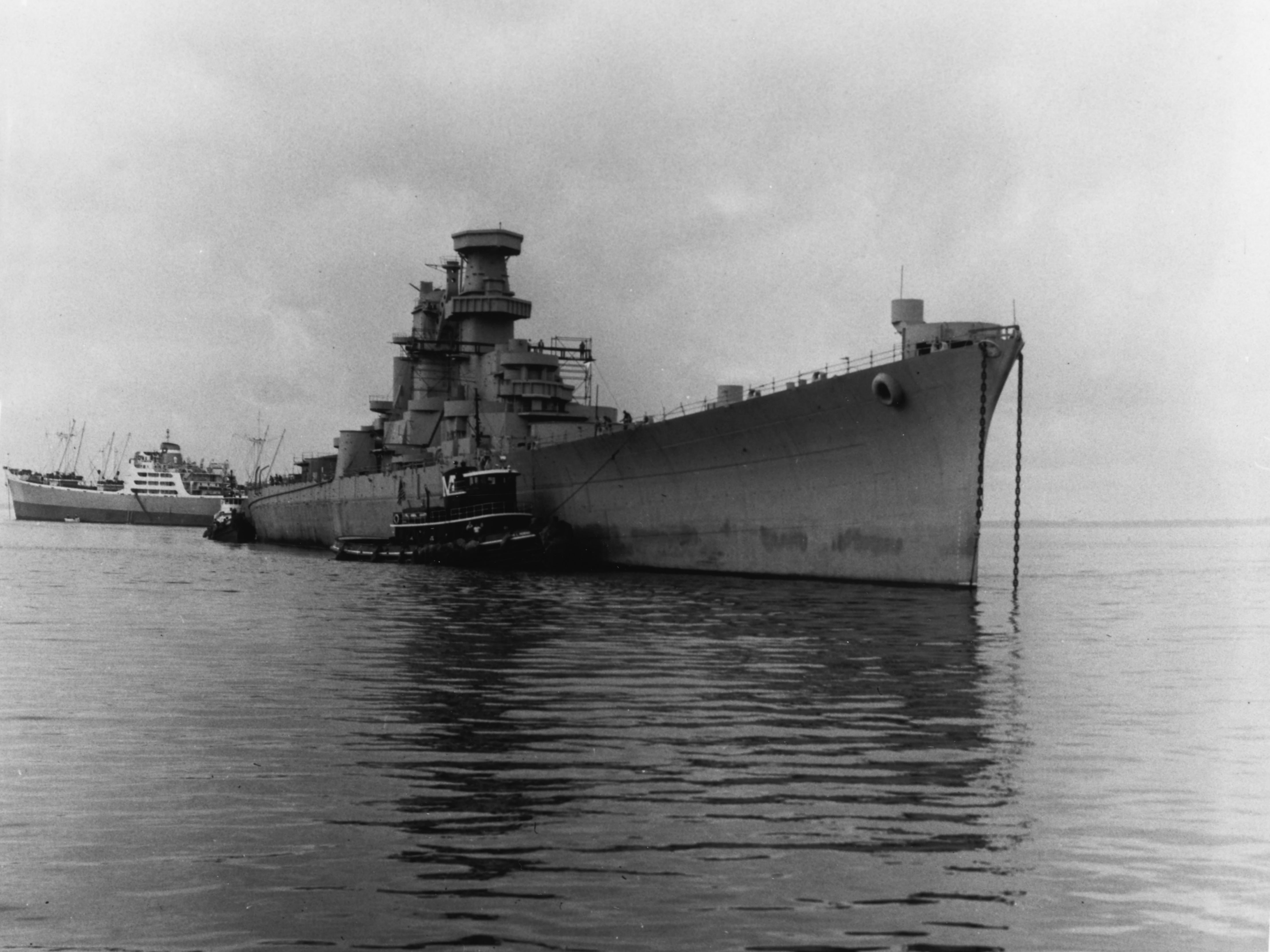
Hawaii před sešrotováním

Třídu Alaska tvořilo šest lodí, z nichž jen dvě byly dokončeny:
- USS Alaska (CB-1) - Loď byla dokončena v loděnici New York Shipbuilding Corporation. Od ledna 1945 operovala proti Japonsku. Po válce až do roku 1960 v rezervě.
- USS Guam (CB-2) - Loď byla dokončena v loděnici New York Shipbuilding Corporation. Od února 1945 operovala proti Japonsku. Po válce až do roku 1960 v rezervě.
- USS Hawaii (CB-3) - Dokončena z 82 procent. Kýl byl založen 20. prosince 1943, 1. března 1945 byla spuštěna na vodu. Po skončení války se její stavba zpomalila a v roce 1947 byly práce zastaveny. Uvažovalo se o přestavbě trupu na raketový křižník či velitelskou loď. Nakonec byl trup 15. dubna 1948 prodán do šrotu.
- USS Phillippines (CB-4), USS Puerto Rico (CB-5) a USS Samoa (CB-6) měly být postaveny v Camdenu ve státě New Jersey. Jejich stavba byla zrušena ještě během války před založením kýlu.

## Operační nasazení
USS Alaska (CB-1) prošla po svém přijetí do služby 17. června 1944 zkouškami na Kubě, a pak odplula Panamským průplavem do Pacifiku, kde prošla výcvikem. V lednu 1945 odplula do Pearl Harboru a připojila se k Task Group 58.8, v jehož rámci doprovodila letadlové lodi USS Saratoga a USS Enterprise při nočních náletech na Tokio. Jako součást operačního svazu 58.4 se účastnila dobytí Iwodžimy a pak opět doprovázela letadlové lodě při útocích na cíle v Japonsku. Účastnila se i dobytí Okinawy a dalších útoků proti Japonsku. Po konci války odplula do USA a byla ukotvena v Bostonu. V únoru 1947 byla vyřazena z aktivní služby. Do 1. června 1960 pak byla ve stavu Atlantické rezervní flotily. 30. června 1961 byla prodána do šrotu.

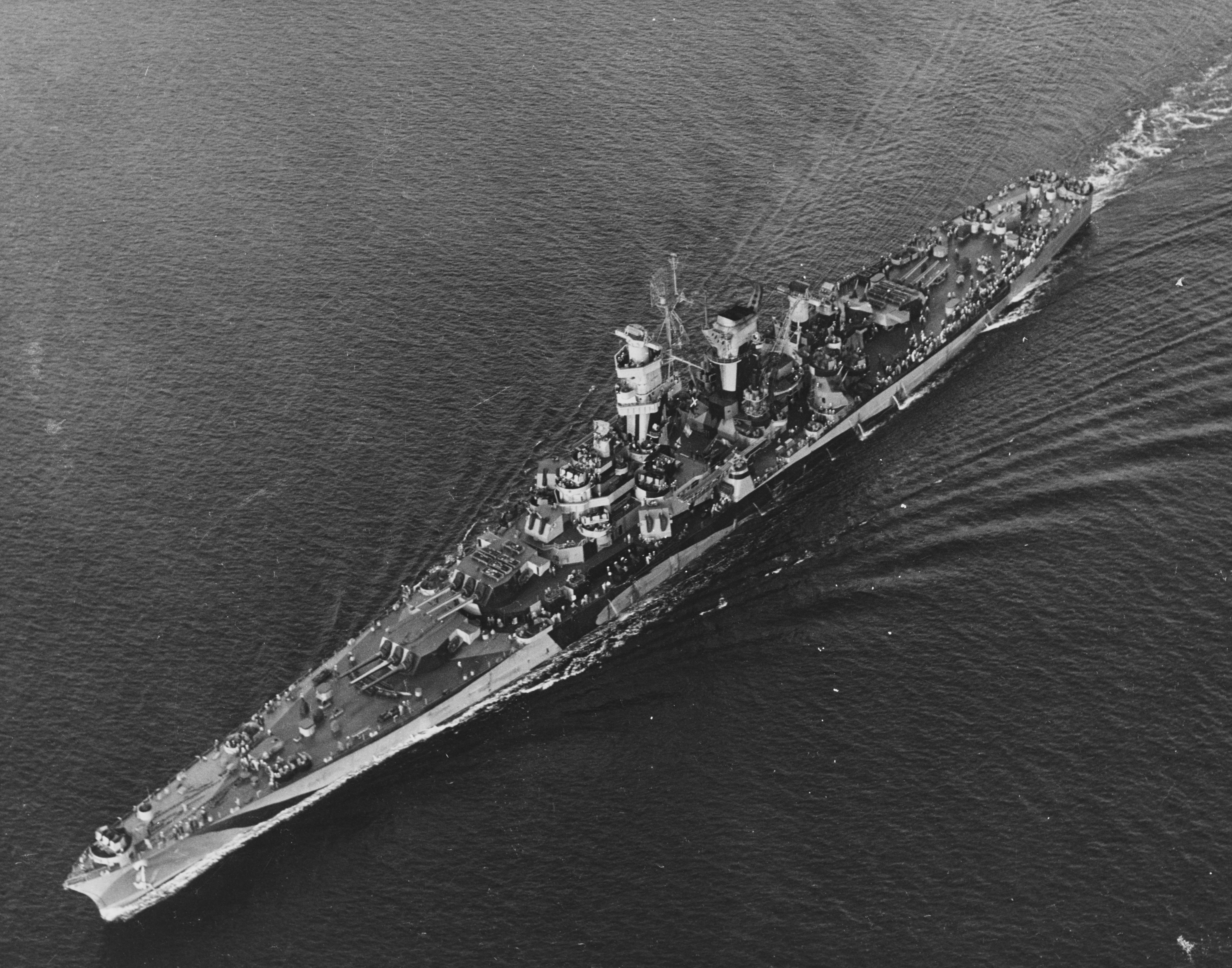
Guam 13. listopadu 1944

USS Guam (CB-2) byla dokončena 17. ledna 1945. Po zkouškách a výcviku loď odplula Panamským průplavem do Pearl Harboru, kde se 8. února 1945 přidala k ostatním americkým silám. Podobně jako Alaska sloužila u Task Force 58. V březnu 1945 tvořila doprovod letadlových lodí při útocích na ostrovy Kjúšú a Šikoku. Podílí se na dobytí Okinawy a útocích na Japonské ostrovy. V červnu 1945 byl vytvořen křižníkový svaz CTF 95, tvořený Guamem, čtyřmi lehkými křižníky a devíti torpédoborci, který od 16. července do 7. srpna 1945 operoval ve Žlutém moři. Poté byla převelena do stavu North China Force, jehož velitel admirál Francis S. Low si ji vybral za vlajkovou loď. Po skončení války loď odplula do USA a stala se součástí rezervní Atlantické flotily. Z jejího stavu byla vyškrtnuta 1. června 1960, aby byla 10. července 1961 prodána do šrotu.